# Аврамов, Иван Борисович
Иван Борисович Аврамов (Абрамов) (1802 — 17 (29) сентября 1840) — декабрист.

## Биографические данные
Происходил из дворян Тульской губернии (в Венёвском уезде за его отцом было имение Охотниково). Родился в 1802 году; его родители: отец — отставной поручик Борис Иванович Аврамов, мать — Елизавета Андреевна Кислинская.
Образование получил дома, затем, в течение трёх лет находился в пансионе Тульского Александровского дворянского училища (до 1817 года). После непродолжительного пребывания дома 6 февраля 1818 года был принят в московское училище колонновожатых; 10 марта 1819 года был выпущен из училища прапорщиком квартирмейстерской части и назначен во 2-ю армию. Проводил топографическую съёмку Подольской губернии и за труды по съёмке получил орден Св. Анны 4-й степени. Со 2 февраля 1822 года — подпоручик, с 29 марта 1825 года — поручик; прикомандирован к главной квартире 2-й армии в Тульчине.
В 1823 году стал членом Южного общества. После восстания декабристов был арестован и заключён в Петропавловскую крепость. Осужден по VII разряду и приговорён к двухлетней каторге (впоследствии срок сокращён до года).
С весны 1827 года находился в Читинском остроге. В апреле следующего года был переведён на поселение в Туруханск Енисейской губернии. С 1831 года ему вместе с Н. Ф. Лисовским было разрешено заниматься торговлей с выездами в Енисейск. В одну из поездок из Туруханска в Енисейск в деревне Осиново Анциферовской волости Енисейской губернии 17 (29) сентября 1840 года он был убит с целью ограбления.